# خربة سلامة (الخليل)
خربة سلامة قرية فلسطينية تقع غرب مدينة دورا في محافظة الخليل جنوب الضفة الغربية. وهي من القرى التي احتلتها إسرائيل خلال حرب 1967.
تدار بواسطة مجلس قروي مشترك مع وادي عبيد، حيث بلغ عدد سكان المجلس المشترك عام 2017 نحو 968 نسمة وفقا لجهاز المركزي للإحصاء الفلسطيني.

## الجغرافيا
تبعد عن مدينة دورا حوالي 5 كم، وعن مدينة الخليل حوالي 12 كم، وترتفع عن سطح البحر حوالي 726 مترًا.
يحدها من الشمال أراضي الطبقة، ومن الشرق خرسا، ومن الجنوب الصرة، ومن الغرب افقيقيس.